# Curva de fase
Em astronomia, uma curva de fase descreve o brilho de um corpo refletor como uma função do seu ângulo de fase. O brilho normalmente é referido à magnitude absoluta do objeto, que, por sua vez, é a magnitude aparente à distância de uma unidade astronômica da Terra e do Sol. O ângulo de fase é igual ao arco subtendido pelo observador e o Sol, medido no objeto.
A curva de fase é útil para caracterizar o regolito (solo) e a atmosfera do objeto celeste. Ela também é a base para calcular o albedo geométrico e o albedo de Bond do objeto. Na geração de efeméride, a curva de fase é utilizada em conjunto com as distâncias do objeto para o Sol e a Terra para calcular a magnitude aparente.

## Mercúrio

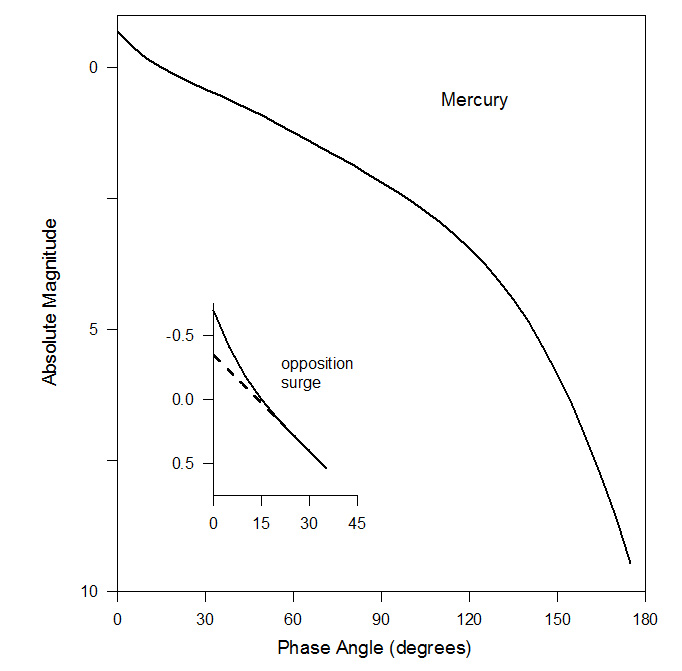
A curva de fase de Mercúrio e seu efeito da oposição.

A curva de fase de Mercúrio é muito íngreme, o que é característico de um corpo cujo regolito está exposto à visão. Em ângulos de fase maiores que 90° (fase crescente), o brilho decresce de forma especialmente brusca. A forma da curva de fase indica uma inclinação média na superfície de Mercúrio de aproximadamente 16°, o que é ligeiramente mais suave do que a da Lua. Ao se aproximar do ângulo de fase 0° (fase totalmente iluminada), a curva sobe para um pico agudo. Este aumento repentino do brilho é chamado efeito da oposição, porque para a maioria dos corpos (embora não para Mercúrio) ele ocorre na oposição astronômica, quando o corpo está oposto ao Sol no céu. A largura do crescimento de oposição para Mercúrio indica que tanto o estado de compactação do regolito quanto a distribuição de tamanhos de partículas no planeta são semelhantes aos da Lua.
As primeiras observações visuais que contribuíram para a curva de fase de Mercúrio foram realizadas por G. Muller nos anos 1800 e por André-Louis Danjon na metade do século XX. W. Irvine e colegas utilizaram fotometria fotoelétrica nos anos 1960. Alguns desses dados iniciais foram analisados por G. de Vaucouleurs, sumarizados por D. Harris e utilizados para predizer magnitudes aparentes no Almanaque Astronômico por várias décadas. Novas observações altamente acuradas, cobrindo a mais ampla faixa de ângulos de fase até o momento (de 2° a 170°), foram realizadas por A. Mallama, D. Wang e R. Howard, usando o instrumento Large Angle and Spectrometric  Coronograph (LASCO) e o satélite Solar and Heliospheric Observatory (SOHO) da Agência Espacial Europeia e da NASA. Eles também fizeram novas observações com CCD a partir do solo. Esses dados são, atualmente, a mais importante fonte para a curva de fase usada no Almanaque Astronômico para predizer magnitudes aparentes.
O brilho aparente de Mercúrio visto da Terra é maior no ângulo de fase 0° (conjunção superior com o Sol), quando ele pode atingir a magnitude -2,6. Em ângulos de fase próximos a 180° (conjunção inferior), o planeta perde brilho até a magnitude +5, sendo que o brilho exato depende do ângulo de fase naquela conjunção específica. Esta diferença de mais de 7 magnitudes corresponde a uma variação de mais de mil vezes no brilho aparente.

## Vênus

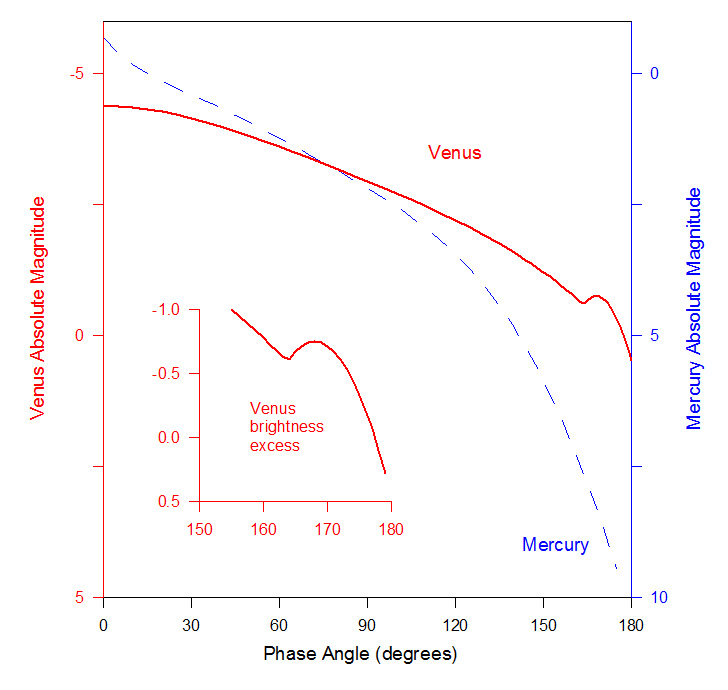
A curva de fase de Vênus comparada à de Mercúrio e o excesso de brilho de Vênus.

A curva de fase relativamente plana de Vênus é característica de um planeta enevoado. Em contraste com Mercúrio, cuja curva apresenta um pico forte ao se aproximar do ângulo de fase 0° (fase cheia), a de Vênus é arredondada. O largo ângulo de espalhamento da iluminação pelas nuvens, em comparação com o espalhamento mais estreito pelo regolito, causa este achatamento da curva de fase. Vênus apresenta um aumento de brilho perto do ângulo de fase 170°, quando está num crescente fino, devido ao espalhamento da luz solar por gotículas de ácido sulfúrico que estão acima do topo das nuvens do planeta. Mesmo além dos 170° o brilho não decresce muito bruscamente.
A história da observação e análise da curva de fase de Vênus é similar à de Mercúrio. O melhor conjunto de observações e interpretações modernas foi reportado por A. Mallama, D. Wang e R. Howard. Eles utilizaram o instrumento LASCO na sonda SOHO e equipamentos de CCD em solo para observar a curva de fase de 2° até 179°. Como com Mercúrio, esses novos dados são a principal fonte da curva de fase usada no Almanaque Astronômico para predizer magnitudes aparentes.
Em contraste com Mercúrio, o brilho aparente máximo de Vênus visto da Terra não ocorre no ângulo de fase 0°. Como a curva de fase de Vênus é relativamente plana, enquanto sua distância para a Terra varia bastante, o brilho máximo ocorre quando o planeta está em crescente, no ângulo de fase 125°, quando o brilho de Vênus pode chegar à magnitude -4,9. Próximo da conjunção inferior, o planeta tipicamente perde brilho até a magnitude -3, embora o valor exato dependa do ângulo de fase. A variação típica do brilho aparente de Vênus no curso de uma aparição é menos do que um fator de 10, ou apenas 1% da de Mercúrio.

## Terra
A curva de fase da Terra não foi determinada tão precisamente quanto as de Mercúrio e Vênus, porque o seu brilho integrado é difícil de medir a partir da superfície. Em lugar da observação direta, o brilho da Terra refletido na porção da Lua não iluminada pelo Sol serviu como substituto. Algumas medições diretas da luminosidade da Terra foram obtidas com a sonda EPOXI. Apesar de elas não cobrirem muito da curva de fase, elas revelam uma curva de luz rotacional causada pelo trânsito de oceanos escuros e massas de terra brilhantes através do hemisfério. P Goode e colegas no Observatório Solar Big Bear, na Califórnia, mediram o brilho da Terra e T. Livengood da NASA analisou os dados da EPOXI.
A Terra vista de Vênus, próxima da oposição do Sol, é extremamente brilhante, com magnitude -6. Para um observador em Marte nosso planeta apareceria mais luminoso perto do momento de máxima elongação do Sol, com magnitude aproximada de -1,5.

## Marte

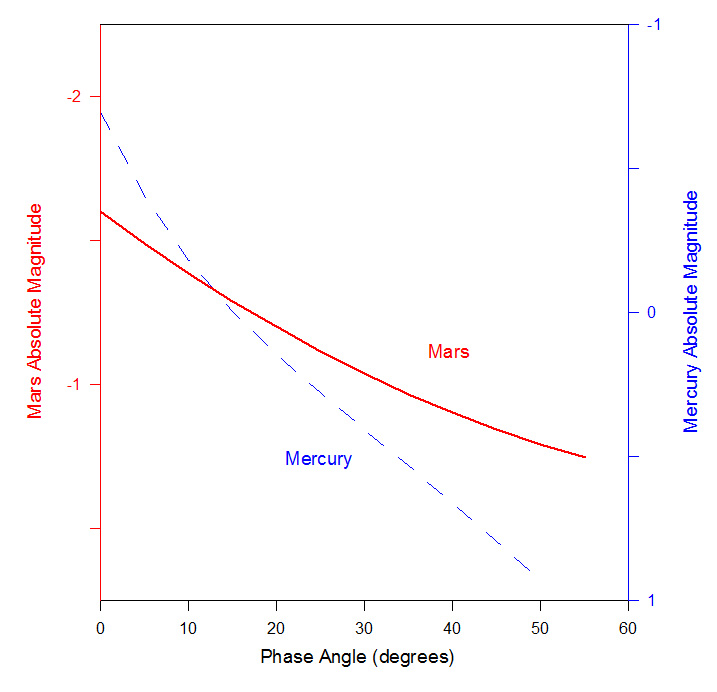
A curva de fase de Marte comparada à de Mercúrio.

Apenas aproximadamente 50° da curva de fase de Marte podem ser observados da Terra, porque sua órbita é mais distante do Sol que a do nosso planeta. Há um efeito da oposição, mas ele é menos pronunciado que o de Mercúrio. A rotação de pontos da superfície brilhantes e escuros ao longo do seu disco e variações do estado de sua atmosfera (inclusive suas tempestades de poeira) provocam variações na curva de fase. R. Schmude obteve muitas das medições de brilho usadas em uma abrangente análise da curva de fase realizada por A. Mallama.
Como a órbita de Marte é consideravelmente excêntrica, seu brilho na oposição pode variar entre as magnitudes -3,0 e -1,4. O brilho mínimo é aproximadamente magnitude +1,6, quando Marte está no lado oposto do Sol em relação à Terra. Variações rotacionais podem aumentar ou reduzir o brilho de Marte em 5%, e tempestades de poeira globais podem aumentar sua luminosidade em 25%.

## Gigantes gasosos
Os planetas mais externos (Júpiter (planeta)|Júpiter]], Saturno, Urano e Netuno) estão tão distantes que apenas pequenas porções de suas curvas de fase próximas a 0° (fase cheia) podem ser avaliadas da Terra. Esta parte da curva para esses planetas enevoados é, geralmente, razoavelmente plana, como a de Vênus.
A magnitude aparente de Júpiter varia de -2,9 a -1,4, a de Saturno de -0,5 a +1,4, a de Urano de +5,3 a +6,0 e a de Netuno de +7,8 a +8,0. Muitas dessas variações se devem à distância. Entretanto, a variação de magnitude de Saturno também depende do seu sistema de anéis, conforme explicado abaixo.

## Os anéis de Saturno

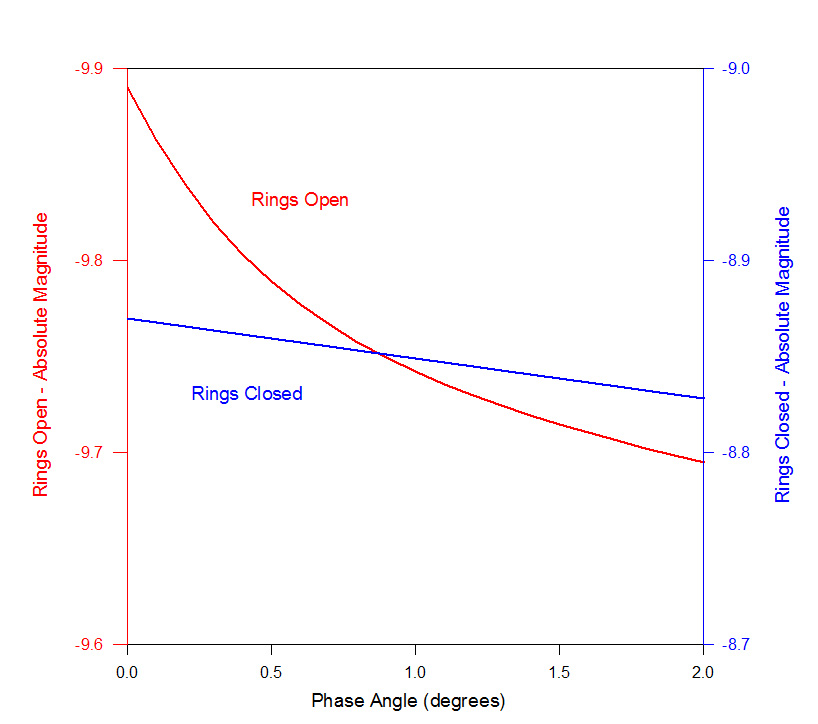
A curva de fase de Saturno, conforme Schmude, demonstrando o efeito da oposição do sistema de anéis.

O brilho do sistema Saturno depende da orientação do seu sistema de anéis. Os anéis contribuem mais para o brilho global do sistema quando eles estão mais inclinados para a direção da iluminação do Sol e para a visão do observador. Anéis bem abertos contribuem com 1 magnitude em comparação ao brilho somente do disco. As partículas geladas que compõem os anéis também produzem um forte aumento de oposição. Imagens do Telescópio Espacial Hubble e da nave Cassini foram analisadas numa tentativa de caracterizar as partículas do anel com base em suas curvas de fase.

## Lua

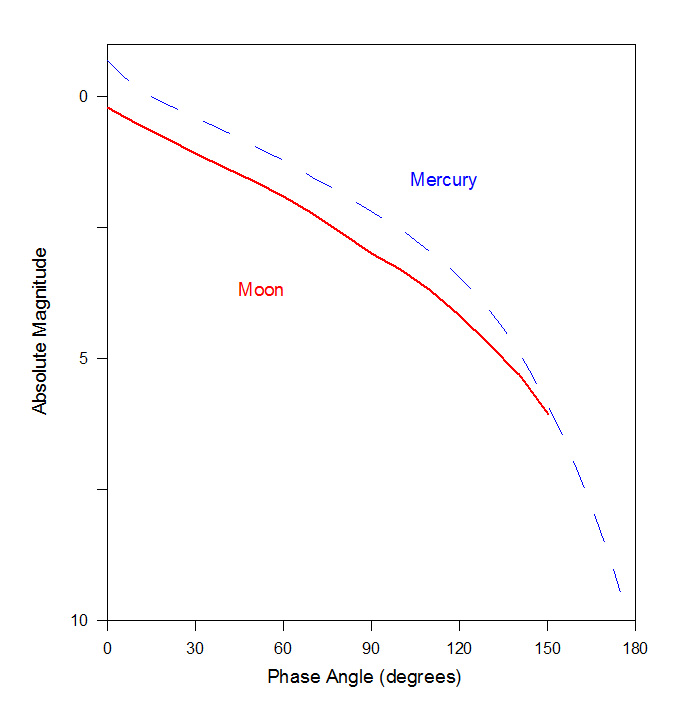
A curva de fase da Lua, comparada com a de Mercúrio.

A curva de fase da Lua se parece com a de Mercúrio devido às similaridades das superfícies e à falta de uma atmosfera em ambos os corpos. Os dados da sonda Clementine, analisados por J. Hillier, B. Buratti e K. Hill, indicam um aumento de oposição. A magnitude aparente da Lua na fase cheia é -12,7, enquanto na fase quarto tem menos de 10% deste brilho.

## Satélites planetários
As curvas de fase de muitos satélites naturais de outros planetas foram observadas e interpretadas. Os satélites gelados frequentemente exibem aumentos de brilho na oposição. Este comportamento foi usado para modelar suas superfícies.

## Asteroides
As curvas de fase de muitos asteroides foram observadas e eles também exibem aumentos da oposição. Os asteroides podem ser classificados fisicamente desta forma. Os efeitos da rotação podem ser muito grandes e têm que ser segregados antes de a curva de fase ser calculada. Um exemplo de tal estudo foi reportado por R. Baker e colegas.

## Exoplanetas
Programas para caracterizar planetas fora do Sistema Solar dependem fortemente da espectroscopia para identificar constituintes e estados da atmosfera, especialmente aqueles que apontam para a presença de formas de vida ou que poderiam suportar a vida. Entretanto, o brilho pode ser medido para objetos do tamanho da Terra muito distantes, que são muito tênues para análise espectroscópica. A. Mallama demonstrou que a análise da curva de fase pode ser uma ferramenta útil para identificar planetas que são similares à Terra. Além disso, J. Bailey indicou que anomalias da curva de fase, como o excesso de brilho de Vênus, podem ser indicadores úteis de constituintes atmosféricos como a água, que podem ser essenciais para a vida no universo.

## Críticas à modelagem pela curva de fase
Inferências sobre regolitos a partir de curvas de fase são frequentemente baseadas na parametrização Hapke. Entretanto, num teste cego, M. Shepard e P. Helfestein não encontraram forte evidência de que um conjunto particular de parâmetros Hapke derivados de dados fotométricos poderiam revelar singularmente o estado físico de amostras de laboratório. Esses testes incluíram a modelagem das funções de fase de três termos de Henyey-Greenstein e o efeito da oposição de retroespalhamento coerente. Este achado negativo sugere que o modelo de transferência de radiação desenvolvido por B. Hapke pode ser inadequado para a modelagem física baseada em fotometria.